# 7197 Pieroangela
7197 Pieroangela eller 1994 BH är en asteroid i huvudbältet som upptäcktes den 16 januari 1994 av de båda italienska astronomerna Andrea Boattini och Maura Tombelli vid Cima Ekar-observatoriet. Den är uppkallad efter den italienska journalisten Piero Angela.
Asteroiden har en diameter på ungefär 5 kilometer.